# Deltatherium
Deltatherium (Делтатеријум — „троугласта звијер”) је изумрли род прави копитара, из изумрле породице Deltatheriidae унутар кладуса Paraxonia, који је у периоду касног палеоцена настањивао подручје Сјеверне Америке.

## Етимологија назива
| Породица:      | Поријекло назива од:                                        | Значење назива:    |
| -------------- | ----------------------------------------------------------- | ------------------ |
| Deltatheriidae | - типског рода Deltatherium - и таксономског наставка -idae | троугласте звијери |

| Род:         | Поријекло назива од: | Значење назива:   |
| ------------ | --- | ----------------- |
| Deltatherium | - грчког слова делта (грч. Δ), које је у облику троугла, и по свом облику такође подсјећа на лобање сисара из овог изумрлог рода када се гледају одозго - и старогрчке ријечи терион (стгрч. θήριον), која значи звијер | троугласта звијер |

## Систематика

### Класификација
| Врсте:                                                          | Распрострањеност фосила и локација: | Временски распон:      |
| --------------------------------------------------------------- | ----------------------------------- | ---------------------- |
| †D. dandreae (Lucas & Kondrashov, 2004)                         | САД (Нови Мексико)                  | 60,0 до 57,8 мил. год. |
| †D. fundaminis (Cope, 1881)                                     | САД (Нови Мексико)                  | 62,4 до 56,4 мил. год. |
| †D. sp. [San Juan Basin, New Mexico] (Lucas & Kondrashov, 2004) | САД (Нови Мексико)                  | 60,0 до 57,8 мил. год. |